# Ursfeld
Der Weiler Ursfeld gehörte zum Ort Gleuel der nachmaligen Stadt Hürth. Er musste um 1936 als einer der ersten Siedlungsplätze dem Braunkohlebergbau im Rheinischen Braunkohlerevier weichen.

## Lage
Ursfeld lag in einer Waldlichtung auf dem Höhenzug der Ville westlich von dem ebenfalls abgebaggerten Aldenrath auf Türnich zu noch jenseits der Burg Aldenrath.

## Beschreibung

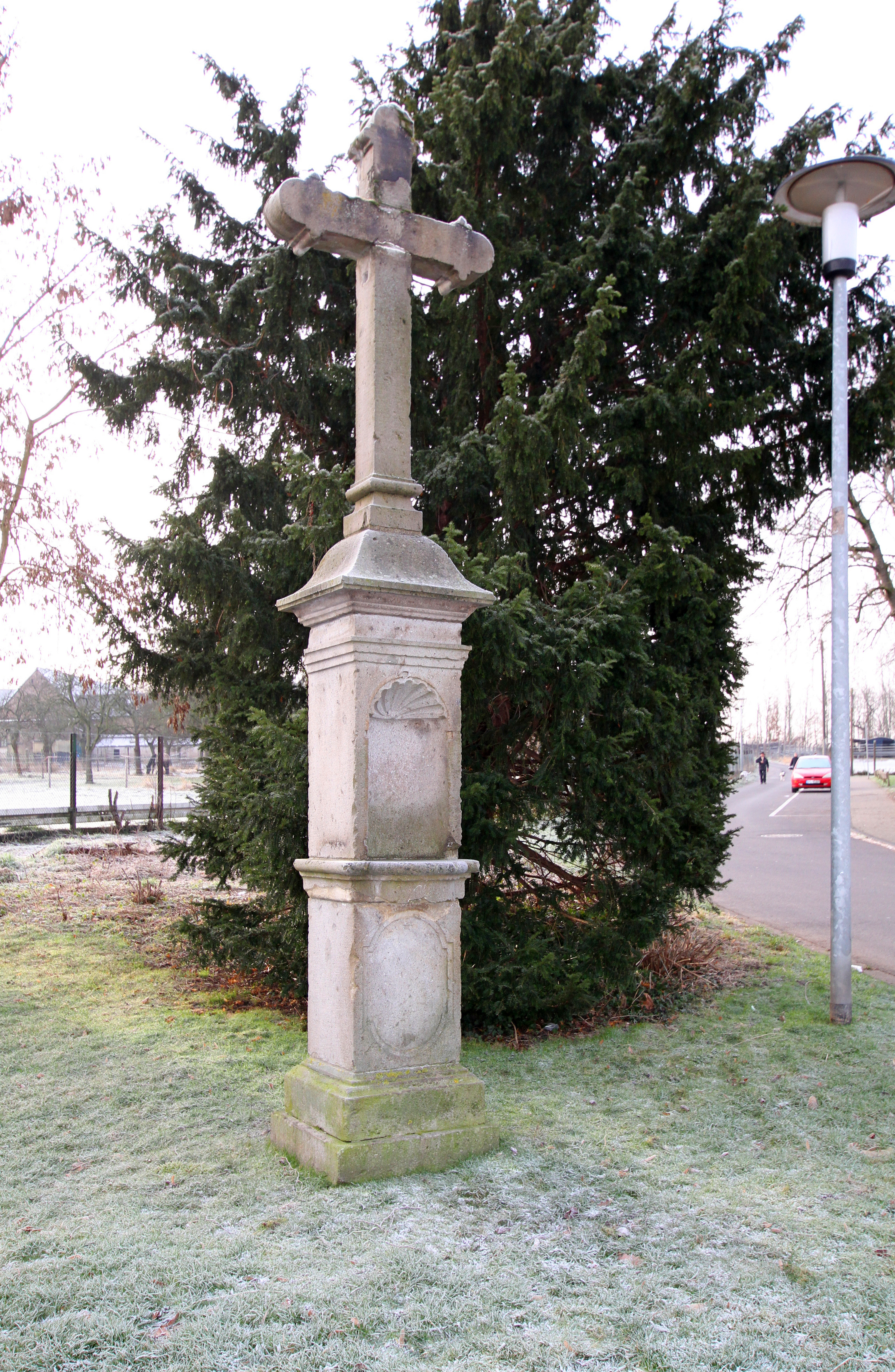
Ursfelder Kreuz

Der im Jahre 1297 erstmals im Zusammenhang mit der Pfarrkirche in Gleuel urkundlich erwähnte Weiler hatte 1831 elf Häuser (Feuerstellen) und 57 Einwohner. Diese Zahl hat sich in den Folgejahren nicht wesentlich verändert. Zentrum war die Gastwirtschaft Herwegen, in der das Urschels Trööt Griet ausschenkte. Neben der Gaststätte, einem zweistöckigen Ziegelbau am Waldesrand, stand eine kleine Kapelle. Ort und Wirtschaft wurden 1936 nach dem Vorrücken des Tagebaus Berrenrath abgerissen. Gleiches Schicksal sollte dem Ort Bottenbroich der Gemeinde Türnich blühen, was der Zweite Weltkrieg zunächst verhinderte.
Südlich des Weilers befand sich ein römischer Gutshof, der ebenfalls abgebaggert worden ist.

## Nachleben
An den Weiler erinnern noch Straßen im umgesiedelten Ort Berrenrath und in Balkhausen, und die Straße, die von Türnich nach Ursfeld führte, heißt immer noch Ursfelder Straße. Das denkmalgeschützte Wegekreuz Ursfelder Kreuz wurde an den Ortsrand von Gleuel gesetzt, an die Zieskovener Straße, die zum ebenfalls abgebaggerten Weiler Zieskoven führte.